# Académie royale de peinture et de sculpture

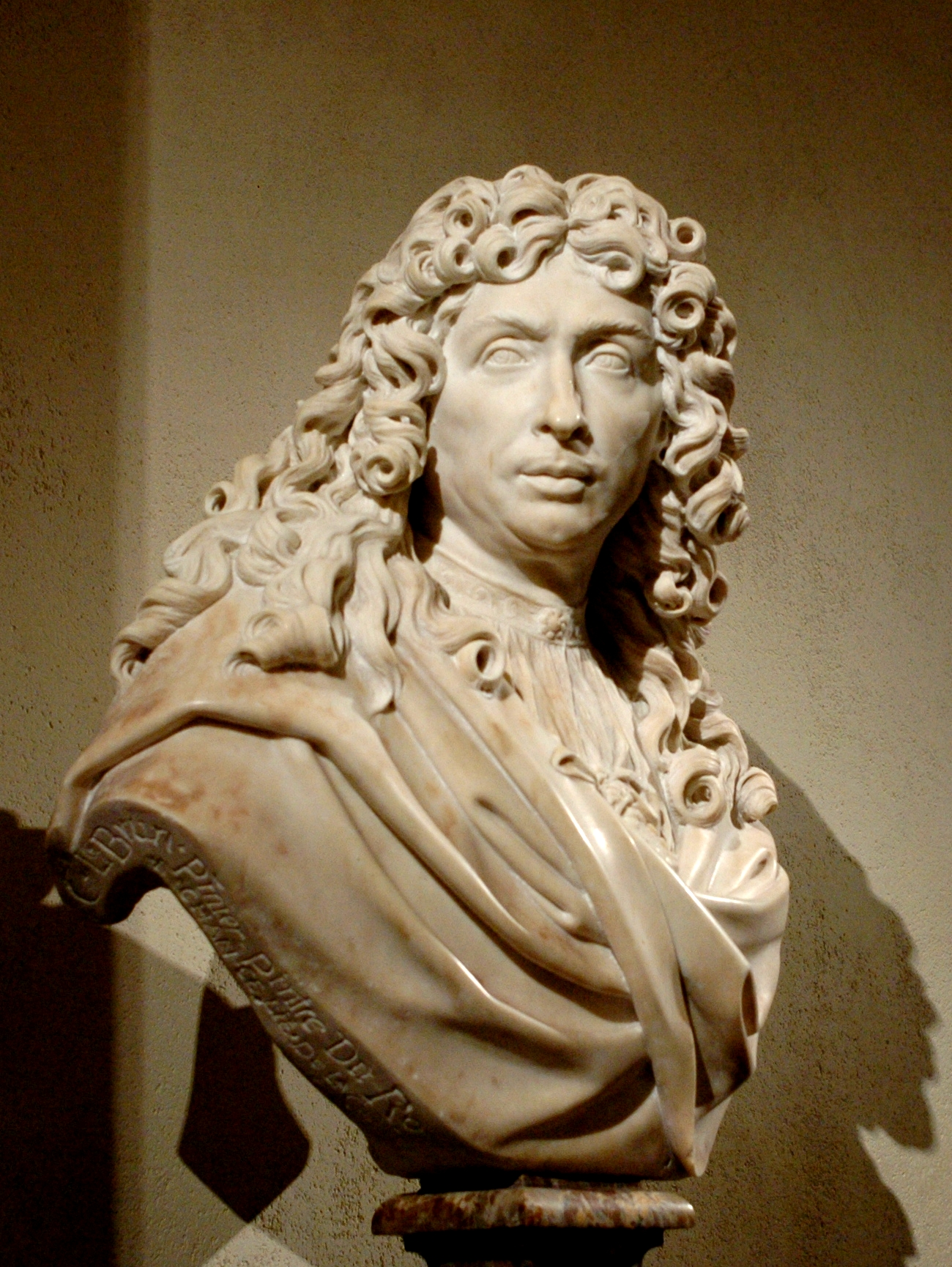
Portrait en buste de Charles Le Brun, l'organisateur de l'Académie royale, sculpté par Antoine Coysevox.

L'Académie royale de peinture et de sculpture est une ancienne institution d'État française chargée de réguler et d'enseigner la peinture et la sculpture en France durant l'Ancien Régime, de 1648 à 1793.

## Historique
L'acte créant l'Académie royale de peinture et de sculpture date du 20 janvier 1648, jour de la requête au Conseil du roi de Louis XIV (alors enfant) par l'amateur d'art Martin de Charmois (1605-1661), conseiller d'État originaire de Carcassonne, où il possède un cabinet de curiosités remarquable. Cette institution est ainsi fondée sur mandat royal, sous la régence d'Anne d'Autriche, à l'instigation d'un groupe de peintres et de sculpteurs réunis par Charles Le Brun, qui avait pris la première initiative.
L'Académie est reconnue par lettres patentes en 1665.
Choisissant comme devise Libertas artibus restituta, cette « liberté rendue aux Arts », ils la demandèrent à l'autorité royale, réclamant l'exemption de la tutelle de la corporation des peintres, doreurs, sculpteurs et vitriers de Paris, héritière de la Communauté des peintres et tailleurs d'images du XIIIe siècle qui avait le monopole de la marchandise des peintures et sculptures, conformément au système de l'organisation des professions de l'Ancien régime (Vitet 1861, p. 29sq). Ils refusaient d'être soumis à des maîtres qui étaient des artisans et des entrepreneurs, souvent successeurs de leur père. Ils voulaient échapper au statut d'artisan et porter la peinture au nombre des arts libéraux.
Ils attribuaient les succès et le prestige de l'art italien à l'existence de l'Académie de Saint-Luc à Rome, où s'enseignaient les beaux-arts. Les fondateurs adoptèrent des statuts prévoyant l'admission au choix des membres sur présentation d'une pièce (le « morceau de réception ») et la permanence d'un enseignement basé sur le dessin de modèle vivant.
L'ambition de l'Académie était de former et rassembler les meilleurs artistes du royaume, dont les plus doués étaient nommés académiciens, un titre prestigieux garantissant protection, notoriété grâce au Salon de l'Académie royale des beaux-arts et commandes d'État. Parmi les premiers membres figuraient, outre Charles Le Brun, Philippe de Champaigne, Louis Boullogne, Sébastien Bourdon, Laurent de La Hyre, Eustache Le Sueur, Juste d'Egmont, François Perrier et Gérard van Opstal. Pierre Mignard, membre de la Communauté[Laquelle ?], refusa de se joindre à eux.
La Communauté des peintres et sculpteurs de Paris ne manqua pas de réagir, et les premiers temps de l'Académie royale de peinture furent troublés, dans une époque elle aussi agitée par les dissensions de la Fronde (1648-1653). Les deux institutions se trouvaient en rivalité de monopole pour l'enseignement et le marché des tableaux et des sculptures, l'Académie avec le soutien de la Régence et du cardinal Mazarin, la Communauté des maîtres avec celui du Parlement.
En 1649, la Communauté des maîtres lança une nouvelle institution d'enseignement concurrente de l'Académie royale, l'Académie de Saint-Luc, dirigée par le peintre Simon Vouet. Alors que l'Académie royale souffrait de sérieux problèmes d'argent, l'État manquant, en cette période de troubles, de fonds, l'ancienne Communauté disposait des contributions de ses membres ; mais elle manquait de détermination à maintenir les leçons, gratuites, qu'elle organisait. En 1651, les deux Académies se joignirent, contre la volonté de Le Brun, sans cependant mettre fin aux disputes entre maîtres et académiciens.[réf. nécessaire] En 1655, elle reçut des lettres-patentes du roi.
La Fronde se terminant à l'avantage des forces royales, le cardinal Mazarin nomma l'intendant de la Maison et des Bâtiments du roi, Antoine de Ratabon, directeur de l'Académie, assisté de quatre artistes élus recteurs : Le Brun, Jacques Sarrazin, Charles Errard et Sébastien Bourdon.

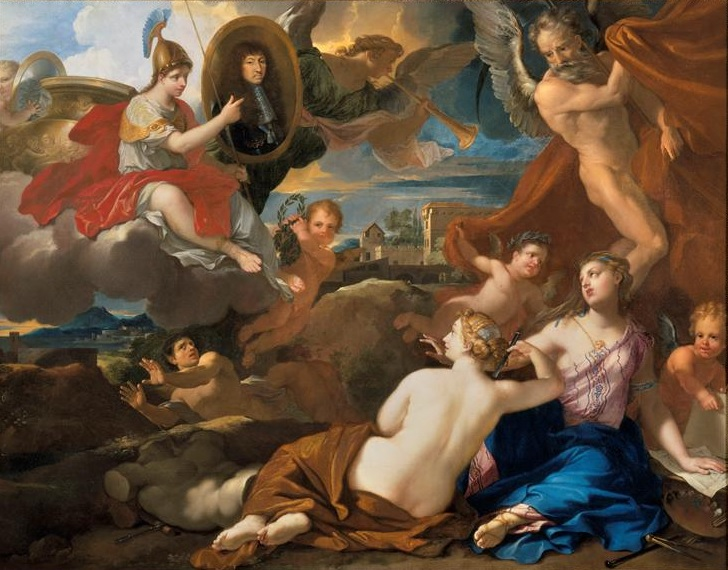
Allégorie de la fondation de l'Académie royale de peinture et de sculpture (1666)
Nicolas Loir
Versailles, musée du château

Après la mort du cardinal, en 1661, le président Pierre Séguier devint le protecteur de l'Académie, le ministre Colbert étant vice-protecteur. Le jeune roi Louis XIV commença à exercer son pouvoir personnel, et il réorganisa en 1665 l'Académie royale. Elle avait eu peu de pouvoir jusqu'à ce que Colbert y vît un moyen de mettre les artistes au service et sous le contrôle de l'État. La réforme chargeait l'Académie royale d'assurer l'enseignement de la peinture et de la sculpture à Paris. Le Roi la finançait, distribuant des pensions à ses professeurs. Les artistes qui n'étaient pas membres furent priés d'y présenter leur candidature. Mignard refusa, et resta premier peintre du Roi. Le Brun fut nommé directeur. En 1666 fut créée l'Académie de France à Rome.
À la mort de Le Brun, Pierre Mignard, fut admis, nommé professeur adjoint, professeur, chancelier et recteur dans la même séance du 4 mars 1690. Les directeurs se succédèrent ensuite, restant en poste en général trois ou quatre ans.
Jacques-Louis David, bien qu'il en fût membre, s'était toujours rebellé contre l'autorité de l'Académie et les privilèges de ses membres, qu'il assimilait, non sans raisons, à ceux des corporations dissoutes par la Convention, comme en son temps Le Brun s'était rebellé contre la corporation des peintres et imagiers. Il déposa une motion à la Convention en novembre 1792 et après un discours à la Convention nationale en août 1793, un décret de la Convention pris le 8 août 1793 supprime « toutes les académies et sociétés littéraires patentées ou dotées par la Nation ».
Elle fut remplacée l'année suivante par l'Institut qui fut lui-même remplacé à la Restauration par l'Académie des beaux-arts, et finalement appelé Institut de France.

## Lieu
L'Académie est d'abord située dans la rue Taînée (aujourd'hui rue Rambuteau), puis dans l'hôtel de Clisson dans la rue des Deux-Boules. Elle déménage au Palais-Royal en 1661 avant de s'installer, en 1692, au Louvre jusqu'à sa fermeture.

## Activité
L'Académie avait deux fonctions principales : la régulation et l'enseignement de la peinture et de la sculpture.

### Organisation
L'Académie, à l'instar de l'Ancien Régime et de l'Église catholique, fonctionnait selon un principe hiérarchique. Ce système d'organisation tente de faire coïncider la connaissance avec le pouvoir matériel. L'admission et l'élévation des membres dépend donc, en principe, de la compétence qu'ils ont acquise. Cette compétence était, dans l'Académie, vérifiée par l'opinion des pairs, recueillie par un vote dont la sincérité était garantie par le secret. Ces principes ont souvent cédé à l'influence du pouvoir politique, aux intrigues, aux intérêts des académiciens en place. Ils restèrent, cependant, un idéal inscrit dans les statuts que l'on pouvait utiliser pour justifier des décisions.
L'Académie reconnaissait plusieurs niveaux de compétence artistique. Une fois agréé (1er niveau) par la présentation d'un premier ouvrage, l'artiste pouvait être reçu académicien, par l'approbation, dans un délai marqué, d'un ouvrage dont le sujet avait été imposé à l'étape précédente. Le nombre des académiciens n'était pas limité. La carrière académique se poursuivait par l'élection à la responsabilité de professeur-adjoint (huit postes), puis, après un stage dans cette fonction, de professeur. Les douze professeurs avaient, par roulement mensuel, la charge d'ouvrir la leçon quotidienne de dessin de modèle, de placer le modèle et de le mettre en position, et de corriger les élèves.
Les professeurs, et anciens professeurs s'il y en avait, étaient membres du Conseil de l'Académie, chargé de prendre les décisions les plus importantes, sous la surveillance d'un protecteur et d'un vice-protecteur représentant l'État, qui finançait entièrement l'institution, y compris par des pensions versées à certains des membres. L'Académie pouvait aussi recevoir dans son Conseil jusqu'à six connaisseurs qui n'étaient pas artistes.
Initialement, l'Académie élisait quatre recteurs, deux vice-recteurs et un directeur. À partir des statuts colbertiens de 1664, ceux-ci furent nommés par le Roi. Un des recteurs était élu chancelier et chargé des affaires administratives. Le Conseil désignait un secrétaire à vie, chargé des actes officiels et des comptes rendus et un trésorier. Le sceau officiel fut conçu en 1656 par Jean Darmand.

### Régulation
L'Académie était un lieu de réflexion artistique, et les académiciens y élaboraient les règles de l'Art et du bon goût. Le premier traité de peinture composé sinon par elle du moins pour elle et qui influença la conception classique des rapports entre la composition, le dessin et la couleur, est le fait du peintre, disciple de Poussin, et théoricien Charles-Alphonse Du Fresnoy, le De arte graphica. Henri Testelin publie en 1680 Sentiments des plus habiles peintres sur la pratique de la peinture et de la sculpture, mis en tables de préceptes avec plusieurs discours académiques faisant une synthèse des conférences données à l'Académie.
L'académie ayant, à partir de 1665, le monopole de l'enseignement artistique, les théories défendues par ses membres avaient pratiquement force de loi dans le monde de l'art ; mais d'une part son organisation garantissait une certaine pénétration des influences extérieures, et d'autre part, dès que ces théories furent ressenties comme insuffisantes, il se trouva, dans et hors de l'institution, des dissidences.
Il importait aux Académiciens que l'institution regroupât les artistes d'une compétence supérieure, et distingue, en son sein, les meilleurs. Ce principe fondateur s'illustrait dans l'organisation de concours pour les étudiants et aurait dû gouverner les admissions. Cependant, les luttes d'influence et d'orgueils entre artistes et la promotion par la faveur des puissants y eurent aussi leur part, ainsi que l'intolérance religieuse qui excluait les Protestants. On trouve hors de l'Académie des artistes français reconnus par la postérité comme Pierre Puget ou Jean-Honoré Fragonard. Toutefois, dans l'ensemble, les peintres et sculpteurs de l'Académie représentent assez bien l'excellence, telle que conçue de leur temps.
La peinture était divisée en genres hiérarchisés. La peinture d'histoire venait en premier, car elle était censée demander un plus grand effort intellectuel de connaissance, d'interprétation et de composition. Le choix d'un sujet, dans l'histoire sainte et dans la mythologie gréco-romaine, ou bien dans l'histoire ancienne ou moderne était examiné avec la plus grande attention. Le second genre était le portrait, puis les sujets moins « nobles » définissaient la « peinture de genre » (scène de la vie quotidienne). Venaient ensuite les genres dits « d'observation » qu'étaient la peinture de paysage, la peinture animalière et la nature morte. Cette hiérarchie se révélait lors des concours d'entrée où les peintres d'histoire n'étaient tenus de fournir qu'une seule œuvre contre deux pour les autres genres.
D'autres genres furent ajoutés, tels les « fêtes galantes » en l'honneur d'Antoine Watteau, qui ne remirent toutefois pas en cause la hiérarchie.

### Enseignement
En même temps, et à côté de l'Académie, a été fondée une École académique pour la peinture et la sculpture. Les statuts de l'Académie prévoient que l'école doit être dirigée par les douze anciens, chacun pendant un mois. Charles Le Brun a été le premier ancien élu et a été chargé de tout disposer pour faire l'ouverture de l'école. Charles Le Brun a donné sa première leçon le 1er février 1648.
En accord avec les principes du classicisme, il était implicitement reconnu et enseigné que tout ce qui avait rapport avec l'Art devait être soumis à des règles rationnelles, qui pouvaient par conséquent être apprises et étudiées, en harmonie avec les indispensables habiletés manuelles.
Les professeurs de l'Académie tenaient, par roulement, des cours de dessin de modèle vivant et des conférences où ils enseignaient les principes et les techniques de l'art aux candidats artistes, peintres et sculpteurs. Les cours étaient payants à un prix modique. Les étudiants concouraient à des prix chaque année.
Les élèves recherchaient ensuite un maître parmi les membres de l'académie, pour apprendre le métier dans leur atelier.
L'École royale des élèves protégés fut créée en 1748 sous la direction de Charles Antoine Coypel, afin de permettre à des éléments doués de se préparer pour le concours du prix de Rome. Elle accueillait pour trois ans six élèves de l'Académie, avec une petite pension du roi. Elle ferma en 1775, après avoir formé plusieurs artistes de renom comme Jean-Honoré Fragonard.
Le 11 avril 1676, Charles Le Brun a lu à l'Académie une lettre de Thomas Blanchet, peintre de l'hôtel de ville de Lyon, souhaitant établir une Académie de dessin et de peinture dans cette ville. Charles Le Brun a rédigé un projet de statuts pour l'établissement d'Écoles académiques, discutés au cours des réunions de l'Académie du 16 mai et 3 juin. Ils sont envoyés à Colbert le 24 juin qui les approuve. Louis XIV donne des « Lettres patentes pour l'établissement des Académies de peinture et de sculpture dans les principales villes du royaume » en novembre 1676.
Le Règlement pour l'établissement des écoles académiques de peinture et de sculpture dans toutes les villes du royaume où elles seront jugées nécessaires établi à la suite des lettres patentes du 22 décembre 1676, place les écoles de dessin créées en province sous l'autorité de l'Académie royale de peinture et de sculpture de Paris. Dès 1676, Thomas Blanchet demande à l'Académie l'autorisation de fonder une école de dessin à Lyon. À Reims, ce sont le peintre Jean Hellart et le sculpteur Isaac de La Croix qui se voient confier une école de dessin agréée par l'Académie en 1677. En 1690, la création d'une Académie royale à Bordeaux entraîne la protestation de celle de Paris qui lui demande de « se refermer dans la qualité d'École académique ». Une école de dessin est ouverte à Toulouse en 1693 à l'initiative de Bernard Dupuy du Grez, avocat, mais elle disparaît à sa mort. D'autres écoles de dessin sont créées au XVIIIe siècle à Montpellier, à Dijon, à Lille, à Besançon.

### Doctrine
L'Académie a articulé, par des conférences tenues pour faire partie de l'enseignement, une réflexion théorique sur la peinture et la sculpture. Charles-Alphonse Du Fresnoy, auteur du premier traité sur la peinture, De ars grafica (1668), commence son ouvrage en énonçant « De tous les beaux Arts celui qui a le plus d'Amateurs est sans doute la peinture (…). Cependant cette connaissance (…) est si superficielle et si mal établie, qu'il leur est impossible de dire en quoi consiste la beauté des Ouvrages qu'ils admirent (…) cela ne vient d'autre chose que de ce qu'ils n'ont point de Règles pour en juger, ni de Fondements solides (…). Je ne pense pas qu'il soit nécessaire de faire voir ici que la Peinture en doit avoir ; il suffit que vous soyez persuadé qu'elle est un Art : car, comme vous le savez, il n'y a point d'Art qui n'ait des Préceptes ».
Sans cesse rediscutés par des artistes professeurs dans la hiérarchie de l'Académie, et aussi par des connaisseurs admis comme conseillers, la théorie artistique est soutenue par un grand nombre de publications, comme celles de Félibien (1690) et Roger de Piles (1708). En toutes périodes, les principes admettent que l'apparence superficielle de l'ouvrage, mise en relation avec l’exécution, partie manuelle de l'art, avec ses tours de main (manières), doit se soumettre à une connaissance sous-jacente. Cette connaissance est d'abord celle de la structure physique des objets dépeints : on demande à l'artiste de connaître le corps humain « en état de nature » avant de le représenter avec ses habits, c'est pourquoi les élèves doivent pratiquer le dessin de nu. Approfondissant cette réflexion, l'artiste doit connaître l'anatomie, os et muscles, qui contraignent l'apparence des sujets. Cette soumission de l'apparence à la connaissance joue aussi dans les autres parties de l'art. La composition obéit aux lois de la perspective et de l'éclairage (clair-obscur). L’invention se soumet aux « coutumes et au temps » d'un sujet « beau et noble ». Cette invention vaut donc autant qu'elle témoigne d'une connaissance de l'histoire, connaissance toute pratique, puisqu'il s'agit le plus souvent de trouver un passage de la mythologie gréco-romaine, de l'histoire ou de l'histoire sainte qui résonne avec les préoccupations du moment. Cette approche théorique soutient ainsi la hiérarchie des genres.
Dans leurs appréciation de la beauté, les Académiciens se référent constamment à l'Antique, suivant un courant commencé avec François Ier, premier roi de France à acquérir en Italie faire exécuter des copies de statues antiques pour le château de Fontainebleau. Selon du Fresnoy, « La principale et la plus importante partie de la peinture, est de savoir connaître ce que la Nature a fait de plus beau et de plus convenable à cet art ; et que le choix s'en fasse selon le goût et la manière des Anciens ». L'Académie s'oppose en cela à des courants indépendants de l'idéologie royale et hiérarchique, comme la peinture flamande, à laquelle ses écrivains reprochent le choix de ses modèles et de ses sujets trop éloignés de son idéal du Beau.

#### Évolution du goût
L'Académie fut, de tous temps, traversée de polémiques sur le sens pratique des théories en principe admises par tous, et notamment, sur la question de savoir si la qualité d'un ouvrage se mesurait à sa conformité au réel, c'est-à-dire à la forme des corps des modèles, ou à un idéal, pris, généralement, dans les proportions de la statuaire antique, exhumée et exposée à Rome et en Italie depuis le début du XVIe siècle, dont des copies et moulages existaient à l'attention des étudiants. La dernière de ces polémiques fut celle du retour à l'Antique lancée par Jacques-Louis David, contre le style rocaille qui avait dominé la peinture académique au milieu du XVIIIe siècle.

### Admission
Les prétendants à l'Académie royale devaient présenter un « morceau d'agrément » afin de démontrer leurs capacités ; puis, dans un délai de trois ans, un second ouvrage dit « morceau de réception », en vue de la réception définitive.
Elle admettait ses membres sur concours annuel. Le concours consistait en la présentation d'une ou plusieurs œuvres, jugées par les membres admis, et appelées « morceaux de réception. » Elle compta jusqu'à environ 90 membres juste avant sa dissolution, en 1793.
Le lauréat du concours recevait une bourse appelée Prix de Rome, lui permettant de parfaire son éducation à l'Académie de France à Rome.
L'admission à l'Académie assurait l'accès aux commandes royales.
Au cours de l'existence de l'Académie, la régularité de l'admission par vérification de la compétence par la présentation d'un ouvrage. Les conséquences financières de l'appartenance à l'Académie donnaient un motif à des manipulations, tandis que l'exiguïté du monde des académiciens facilitaient la cabale, l'intrigue, l'influence. Tant qu'un élève n'était pas reçu, il travaillait sous le nom et au bénéfice de son maître. Reçu, il devenait concurrent. Tous les maîtres n'acceptèrent pas de bon cœur l'émulation imaginée par les fondateurs de l'Académie. C'est ainsi qu'on voit des artistes refusés à plusieurs reprises, jusqu'à un âge où d'ordinaire, les carrières sont plutôt sur le déclin. En sens inverse, la liste des académiciens fait apparaître bon nombre d'enfants de membres, ainsi que quelques épouses. L'Académie semble parfois avoir fonctionné comme la corporation dont elle avait voulu se libérer, avec cette différence que, dépendante du pouvoir royal, elle était par ce fait plus sensible aux pressions.

### Salon
L'Académie avait formé le projet d'exposer annuellement les œuvres de ses membres ; confirmée en 1663, cette disposition tarde à être suivie d'effet en raison de l'absence d'un local convenable. Le public n'est pas admis à la première exposition en 1665. 
À partir de 1667, à fréquence irrégulière d'abord, l'Académie expose les tableaux des candidats au prix de Rome. En 1673, l'exposition a lieu en plein air, dans la cour du Palais-Royal. En 1699, Louis XIV autorise la manifestation à se tenir dans la Grande Galerie du Louvre, avec pour la première fois un catalogue officiel dressé par Florent le Comte. L'expérience est renouvelée en 1704.
En 1725, l'exposition a lieu pour la première fois dans le Salon carré du Louvre. La manifestation ne devient régulière qu'à partir de 1737. L'habitude est prise d'exposer les œuvres dans le Salon carré qui donne désormais son nom à la manifestation, qui va bientôt attirer un très grand nombre de visiteurs, et acquérir une réputation internationale dans le milieu des amateurs d'art. À partir de 1759, Denis Diderot rédige un compte-rendu du Salon pour la Correspondance Littéraire, de Grimm.

## Influence de l'Académie
Il est indéniable que l'Académie eut une influence considérable sur l'art en France, et aussi sur l'ensemble de l'Europe, à cause du rayonnement de la culture française de l'époque.
Le monopole de l'Académie sur les commandes de l'État donna aux artistes qui en furent membres une place privilégiée dans les grandes collections, tandis que l'ouvrage de ceux qui n'en faisaient pas partie est, en France, bien plus difficile à voir, quand il a été conservé.

## Membres de l'Académie
Vitet (1861) donne la liste complète des membres de l'Académie avec leur date d'admission et le titre auquel elle se fit, ainsi que celle des professeurs, recteurs, et autres fonctions officielles. Les artistes qui ne furent pas membres, comme Fragonard, Taunay et d'autres moins célèbres, poursuivirent leur carrière sans commandes de l'État, hors de l'institution.

### Membres exclus de l'Académie
Le 9 mai 1648, Abraham Bosse donne la première leçon de l'Académie. Il y enseigne la perspective. Il a été par la suite été nommé académicien honoraire, puis conseiller avant d'être exclu de l'Académie le 7 mai 1661. Hormis les académiciens protestants exclus progressivement avant la révocation de l'édit de Nantes, en 1685, c'est le seul académicien exclu de l'Académie pour un différend théorique. Cette exclusion est le résultat d'un différend sur l'enseignement de la perspective pratiqué par Abraham Bosse défendue par Girard Desargues et sa volonté de fonder la perspective sur la géométrie. Il s'est opposé au traité de perspective de Jacques Le Bicheur au cours de réunion de l'Académie le 3 juillet 1660 qui est soutenu par Charles Le Brun et Charles Errard. Abraham Bosse publie le 5 août 1660,  A Messieurs de l'Académie royale de la peinture et sculpture pour se justifier. Après son exclusion, Abraham Bosse a défendu sa conception de la perspective dans Le Peintre converty aux précises et universelles règles de son art (1667). La conception d'Abraham Bosse a été critiquée par Grégoire Huret dans Optique de portraiture et peinture, en deux parties (1670). Abraham Bosse était aussi protestant.

### Les femmes à l'Académie Royale

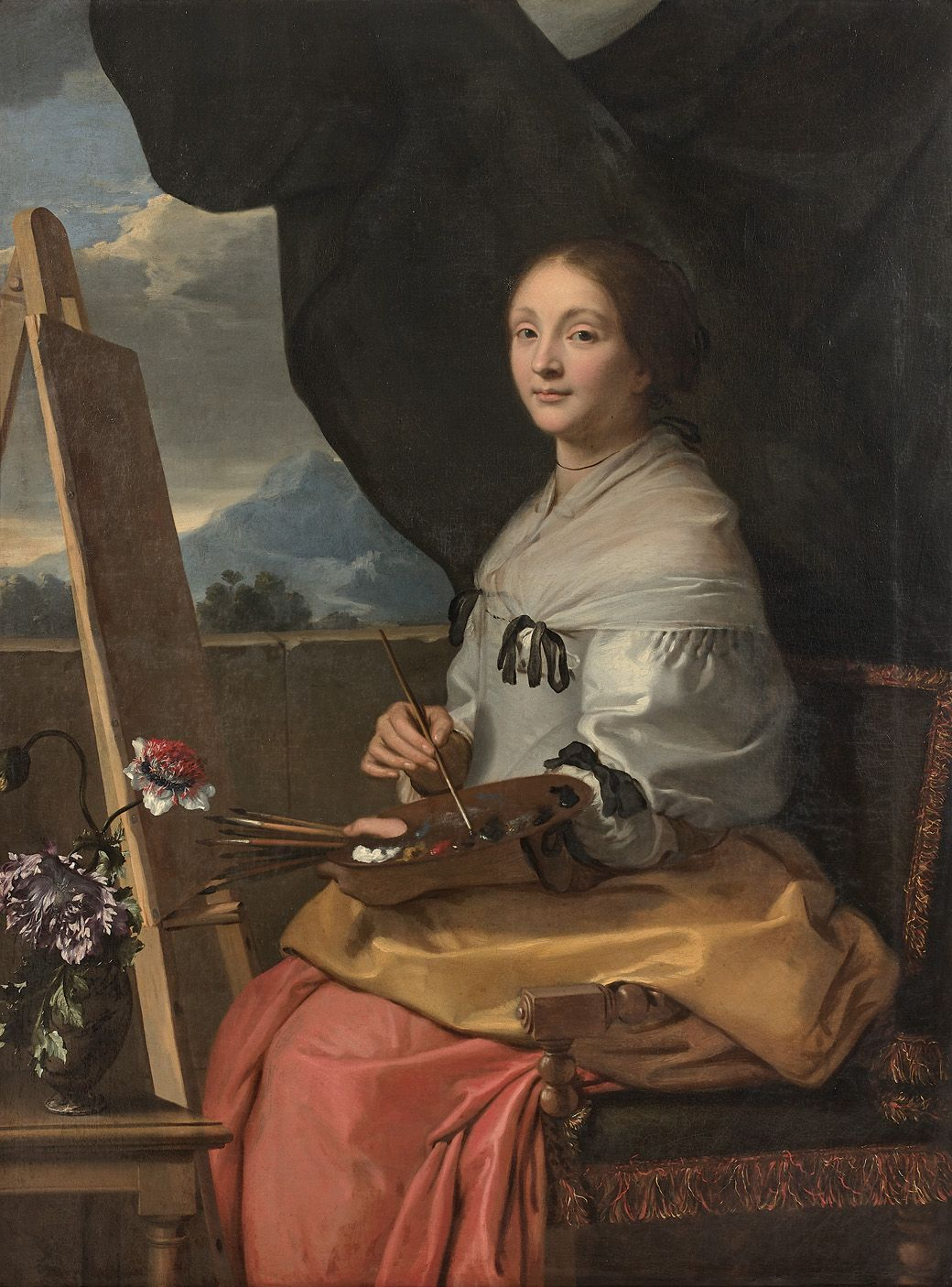
Portrait de Catherine Duchemin à son chevalet, épouse de François Girardon et première femme reçue à l'Académie

Contrairement à la corporation des peintres et imagiers à laquelle elle succédait et contrairement à l'Académie française, l'Académie ne refusa pas d'admettre dans ses rangs les femmes. Bien que destinée au départ à remplacer le modèle héréditaire de la corporation par une accession selon le mérite, l'Académie admit avec constance les enfants et les épouses des académiciens ; plus proche du pouvoir royal, qui annonçait vouloir « répandre ses grâces sans distinction de sexe », on y sent aussi les pressions politiques.
L'Académie reçut en tout 15 femmes. Aucune ne fut admise à un titre de Professeur-adjoint ou supérieur, ni reçue dans la catégorie considérée comme supérieure, des peintres d'histoire, bien qu'au moins Élisabeth Vigée-Lebrun eût pu y prétendre. Les femmes ne pouvaient suivre l'enseignement dispensé pour pouvoir accéder à ces catégories : il comprenait des cours de dessin d'après le modèle dont l'accès était interdit aux femmes, car des hommes nus y posaient ; pour les mêmes raisons morales, on n'y dessinait pas d'après des modèles féminins.
Le Brun permit lui-même l'intronisation de la première académicienne, Catherine Duchemin, femme du sculpteur Girardon dans la séance du 14 avril 1663, avec pour œuvre de réception un tableau représentant « un panier de fleurs sur un pied d'estal » (perdu). Le 7 décembre 1669, Geneviève Boullogne et Madeleine Boullogne, son aînée, furent reçues comme peintres de fleurs, sur la présentation de leur père, Louis Boullogne, l'un des fondateurs de l'Académie.

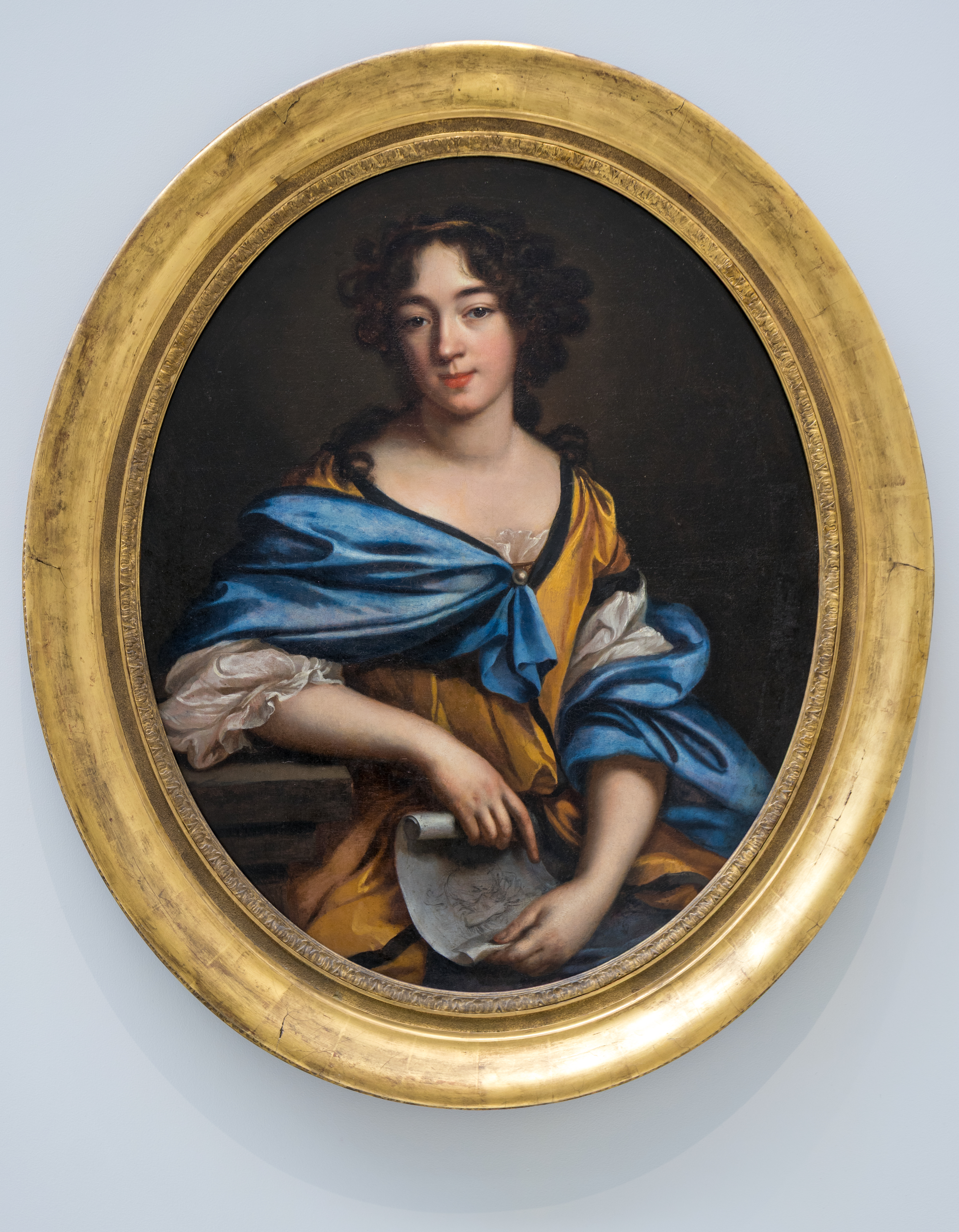
Autoportrait d'Élisabeth-Sophie Chéron, aujourd'hui au musée du Louvre, réception confirmée en septembre 1673.

Élisabeth-Sophie Chéron, fille d'un peintre de miniatures, Henri Chéron, qui ne pouvait être membre de l'Académie car Protestant, fut reçue comme peintre de portraits le 11 juin 1672, à l'âge de 24 ans, avec deux portraits, l'un de Mademoiselle, l'autre le sien. La fortune et la renommée d'Élisabeth-Sophie Chéron ont largement dépassé celle de son père non membre de l'Académie, et elle n'épousa pas un académicien. Elle fut reçue sur la base de son mérite artistique, avec de forts appuis catholiques, car elle avait abjuré la religion protestante dix ans auparavant. Élisabeth-Sophie Chéron a aussi laissé quelques œuvres écrites.
L'Académie reçut le 24 juillet 1676, la miniaturiste Anne-Renée Strésor, fille du maître peintre Henry Strésor, de la Corporation, décédé cinq ans auparavant. Elle s'était fait remarquer à la Cour pour ses portraits minuscules. Devenue dix ans après religieuse, elle apprit la peinture à l'huile et exerça son métier dans son couvent. Le 23 novembre 1680, l'Académie admit comme sculpteur sur bois, Dorothée Massé, veuve Godequin, fille de Jean Massé de Blois, présentée par Le Brun et Testelin ; le 31 janvier 1682, Catherine Perrot, peintre de fleurs et oiseaux en miniature, auteur d'un petit traité sur cet art basé sur son expérience d'enseignante auprès de la nièce du Roi Marie-Louise d'Orléans.
Le 25 septembre 1706, l'Académie émet la résolution, de ne plus admettre de femmes. Il y a deux exceptions à ce règlement : Rosalba Carriera et Margareta Haverman.
L'Académie admit la peintre en pastels vénitienne Rosalba Carriera, en visite à Paris, le 26 octobre 1720. Cette admission n'eut pas de conséquences : l'artiste resta en tout moins d'un an à Paris, et rentra à Venise après avoir fait des portraits au pastel d'une grande quantité de nobles et riches personnages.
La Hollandaise Margareta Haverman, épouse de Jacques de Mondoteguy et élève de Huysum née à Breda, reçue le 31 janvier 1722, comme peintre de fleurs, sur forte recommandations, fut supprimée de la liste l'année suivante, ayant éludé la présentation d'un tableau de réception(Vitet 1861, p. 358).
L'Académie reçut comme peintre en miniature Marie-Thérèse Reboul le 30 juillet 1757 ; elle épousera plus tard Joseph-Marie Vien qui avait été reçu trois ans avant elle.
Anna Dorothea Therbusch, prussienne d'origine polonaise comme la reine, fut reçue le 28 février 1767, sur présentation de son tableau de scène de genre Buveur (École nationale supérieure des beaux-arts). Arrivée à Paris à quarante ans et mal reçue par ses collègues masculins, elle quitta la France l'année suivante.

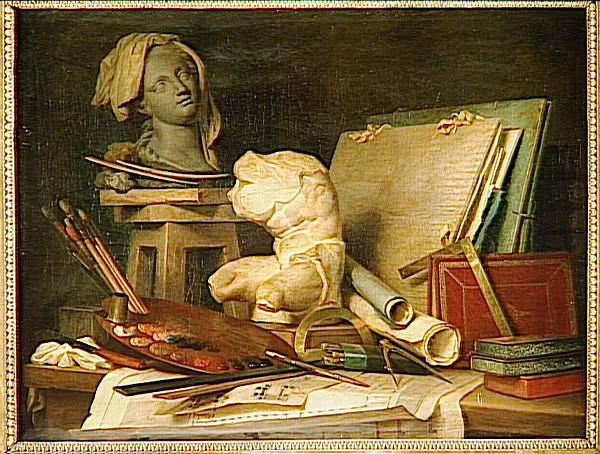
Les Attributs de la peinture, de la sculpture et de l'architecture, pièce de réception d'Anne Vallayer-Coster

En 1770, Anne Vallayer-Coster fut reçue comme peintre de genre, et Marie-Suzanne Roslin, née à Paris, épouse de Roslin, comme peintre de portraits en pastel avec son Portrait du sculpteur Jean-Baptiste Pigalle.
Enfin, le 31 mai 1783, dans une même séance, où le nombre des académiciennes fut limité à quatre, on reçut Adélaïde Labille des Vertus, qui présentait le Portrait d'Augustin Pajou et Élisabeth Vigée Le Brun qui fut reçue sans mention de genre, bien qu'elle eût présenté une peinture d'histoire, La Paix ramenant l'Abondance (au musée du Louvre).
La Révolution met fin à l'Académie royale de peinture et de sculpture. Elle est remplacée par la Commune générale des arts puis par la Société populaire et républicaine des Arts fondée en 1793. Elle exclut les femmes de ses réunions. La Restauration autorise les non-membres à exposer au Salon, ce qui permet une plus grande présence des femmes peintres. Mais les institutions officielles des beaux-arts resteront fermées aux femmes pendant tout le XIXe siècle.

#### Procès-verbaux de l'Académie royale de peinture et de sculpture
- Anatole de Montaiglon, Procès-verbaux de l'Académie royale de peinture et de sculpture, 1648-1793, t. I, 1648-1672, Paris, J. Baur libraire, 1875 (lire en ligne)
- Anatole de Montaiglon, Procès-verbaux de l'Académie royale de peinture et de sculpture, 1648-1793, t. II, 1673-1688, Paris, J. Baur libraire, 1878 (lire en ligne)
- Anatole de Montaiglon, Procès-verbaux de l'Académie royale de peinture et de sculpture, 1648-1793, t. III, 1689-1704, Paris, J. Baur libraire, 1880 (lire en ligne)
- Anatole de Montaiglon, Procès-verbaux de l'Académie royale de peinture et de sculpture, 1648-1793, t. IV, 1705-1725, Paris, Charavay Frères libraires, 1881 (lire en ligne)
- Anatole de Montaiglon, Procès-verbaux de l'Académie royale de peinture et de sculpture, 1648-1793, t. V, 1726-1744, Paris, Charavay Frères libraires, 1883 (lire en ligne)
- Anatole de Montaiglon, Procès-verbaux de l'Académie royale de peinture et de sculpture, 1648-1793, t. VI, 1745-1755, Paris, Charavay Frères libraires, 1885 (lire en ligne)
- Anatole de Montaiglon, Procès-verbaux de l'Académie royale de peinture et de sculpture, 1648-1793, t. VII, 1756-1768, Paris, Charavay Frères libraires, 1886 (lire en ligne)
- Anatole de Montaiglon, Procès-verbaux de l'Académie royale de peinture et de sculpture, 1648-1793, t. VIII, 1769-1779, Paris, Charavay Frères libraires, 1888 (lire en ligne)
- Anatole de Montaiglon, Procès-verbaux de l'Académie royale de peinture et de sculpture, 1648-1793, t. IX, 1780-1788, Paris, Charavay Frères libraires, 1889 (lire en ligne)
- Anatole de Montaiglon, Procès-verbaux de l'Académie royale de peinture et de sculpture, 1648-1793, t. X, 1789-1793, Paris, Charavay Frères libraires, 1892 (lire en ligne)

#### Conférences de l'Académie royale de peinture et de sculpture
- André Félibien, Conférences de l'Académie royale de peinture et de sculpture, pendant l'année 1667, Paris, Chez Frédéric Léonard, 1668, 184 p. (lire en ligne)
- André Fontaine, Conférences inédites de l'Académie Royale de Peinture et de Sculpture : d'après les manuscrits des archives de l'Ecole des Beaux-arts : La Querelle du dessin et de la couleur, Discours de Le Brun, de Philippe et de Jean-Baptiste de Champaigne, L'année 1672, Paris, Albert Fontemoing éditeur, 1903, 296 p. (lire en ligne)
- Conférences de l'Académie royale de peinture et de sculpture, tome 1, volume 1, Les conférences au temps d'Henry Testelin 1648-1681, Centre allemand d'histoire de l'art/Académie des Beaux-Arts, École nationale supérieur des Beaux-Arts, Paris, 2006,  (ISBN 978-2-84056-190-3) (lire en ligne)
- Conférences de l'Académie royale de peinture et de sculpture, tome 1, volume 2, Les conférences au temps d'Henry Testelin 1648-1681, Centre allemand d'histoire de l'art/Académie des Beaux-Arts, École nationale supérieure des Beaux-Arts, Paris, 2006,  (ISBN 978-2-84056-235-1) (lire en ligne)
- Conférences de l'Académie royale de peinture et de sculpture, tome 2, volume 1, Les conférences au temps de Guillet de Saint-Georges 1682-1699, Centre allemand d'histoire de l'art/Académie des Beaux-Arts, École nationale supérieure des Beaux-Arts, Paris, 2009,  (ISBN 978-2-84056-242-9) (lire en ligne)
- Conférences de l'Académie royale de peinture et de sculpture, tome 2, volume 2, Les conférences au temps de Guillet de Saint-Georges 1682-1699, Centre allemand d'histoire de l'art/Académie des Beaux-Arts, École nationale supérieure des Beaux-Arts, Paris, 2009,  (ISBN 978-2-84056-248-1) (lire en ligne)
- Conférences de l'Académie royale de peinture et de sculpture, tome 3, Les conférences au temps de Jules Hardouin-Mansart 1699-1711, Centre allemand d'histoire de l'art/Académie des Beaux-Arts, École nationale supérieure des Beaux-Arts, Paris, 2009,  (ISBN 978-2-84056-307-5) (lire en ligne)
- Conférences de l'Académie royale de peinture et de sculpture, tome 4, volume 1, Les conférences entre 1712 et 1746, Centre allemand d'histoire de l'art/Académie des Beaux-Arts, École nationale supérieure des Beaux-Arts, Paris, 2010,  (ISBN 978-2-84056-340-2) (lire en ligne)
- Conférences de l'Académie royale de peinture et de sculpture, tome 4, volume 2, Les conférences entre 1712 et 1746, Centre allemand d'histoire de l'art/Académie des Beaux-Arts, École nationale supérieur des Beaux-Arts, Paris, 2010,  (ISBN 978-2-84056-341-9) (lire en ligne)
- Christian Michel, L'Académie royale de peinture et de sculpture, 1648-1793 : la naissance de l'École française, Genève, Librairie Droz, 2012 (ISBN 9782600015899)
- Conférences de l'Académie royale de peinture et de sculpture, tome 5, volume 1, Les conférences au temps de Charles-Antoine Coypel 1747-1752, Centre allemand d'histoire de l'art/Académie des Beaux-Arts, École nationale supérieur des Beaux-Arts, Paris, 2012,  (ISBN 978-2-84056-358-7) (lire en ligne)
- Conférences de l'Académie royale de peinture et de sculpture, tome 5, volume 2, Les conférences au temps de Charles-Antoine Coypel 1747-1752, Centre allemand d'histoire de l'art/Académie des Beaux-Arts, École nationale supérieur des Beaux-Arts, Paris, 2012,  (ISBN 978-2-84056-359-4) (lire en ligne)
- Conférences de l'Académie royale de peinture et de sculpture, tome 6, volume 1, Les conférences entre 1752 et 1792, Centre allemand d'histoire de l'art/Académie des Beaux-Arts, École nationale supérieur des Beaux-Arts, Paris, 2015,  (ISBN 978-2-84056-453-9) (lire en ligne)
- Conférences de l'Académie royale de peinture et de sculpture, tome 6, volume 2, Les conférences entre 1752 et 1792, Centre allemand d'histoire de l'art/Académie des Beaux-Arts, École nationale supérieur des Beaux-Arts, Paris, 2015,  (ISBN 978-2-84056-454-6) (lire en ligne)
- Conférences de l'Académie royale de peinture et de sculpture, tome 6, volume 3, Les conférences entre 1752 et 1792, Centre allemand d'histoire de l'art/Académie des Beaux-Arts, École nationale supérieur des Beaux-Arts, Paris, 2015,  (ISBN 978-2-84056-455-3) (lire en ligne)
- Udolpho Van de Sandt (préf. Pierre Rosenberg), Histoire des expositions de l'Académie royale de peinture et de sculpture (1663-1791) : solennités, fêtes, cérémonies, concours et salons, 2018